# Институт системного анализа РАН
Институт системного анализа Российской академии наук (ИСА РАН) — научно-исследовательский институт Российской академии наук. Относится к отделению нанотехнологий и информационных технологий. С 2015 года вошёл (с потерей юрлица) в состав Федерального исследовательского центра «Информатика и управление» РАН (ФИЦ ИУ РАН) на базе Института проблем информатики РАН.

## История
Всесоюзный научно-исследовательский институт системных исследований (ВНИИСИ) Государственного комитета Совета Министров СССР по науке и технике и Академии наук СССР был создан 4 июня 1976 года для комплексного исследования научно-технических и социально-экономических проблем, имеющих большое народно-хозяйственное значение и носящих междисциплинарный характер исследований. Институт возглавил и бессменно руководил им на протяжении 17 лет академик Д. М. Гвишиани.
На Институт как филиал Международного института прикладного системного анализа (МИПСА) при Римском клубе, были возложены функции головной организации по научно-методическому обеспечению советского участия в деятельности МИПСА. По задумке институт должен был стать советской «фабрикой мысли», аналогом RAND Corporation. В институте не существовало рамок того, что можно было обсуждать, и практически отсутствовала идеологическая цензура. «Институт был тесно вовлечён в процесс выработки решений в области стратегии экономической политики, в том числе в разработку долгосрочных программ развития Советского Союза. В институте была необычная для СССР свобода обсуждения экономической проблематики. На экономическом факультете МГУ представить её было трудно. За ту стилистику научных семинаров, которая была у нас, там бы профессора немедленно уволили с волчьим билетом», — вспоминал работавший там в начале 1980-х годов Егор Гайдар.
Институт в 70—80-е годы вёл исследования по следующим направлениям:
- теоретические основы и методологические принципы системного анализа;
- теория управления;
- методология моделирования и комплексного анализа долгосрочного народнохозяйственного и мирового развития с учётом взаимодействия экономических, социальных, научно-технических и экологических факторов;
- методы формирования и управления крупномасштабными проектами, целевыми народнохозяйственными, межотраслевыми и региональными программами и программами специального назначения;
- методы системных исследований по важнейшим прикладным междисциплинарным и межотраслевым проблемам, включая разработку методов управления созданием и функционированием сложных организационных и технических систем.

В 1982 году из состава ВНИИСИ был выделен Всесоюзный научно-исследовательский институт прикладных автоматизированных систем (ВНИИПАС) для организации компьютерной связи ВНИИСИ с австрийской штаб-квартирой МИПСА. Впоследствии на этой базе был создан первый в СССР интернет-провайдер «Совам Телепорт».
В 1992 году Институт получил новое название — Институт системного анализа (ИСА) РАН. В конце 1992 года Институт возглавил академик С. В. Емельянов — выдающийся учёный, основоположник новых направлений в науке управления, лауреат Ленинской и Государственных премий СССР и России. В 2002 г. Институт возглавил член-корреспондент РАН Ю. С. Попков — крупный учёный и организатор российской науки.
В настоящее время научные исследования Института связаны с развитием:
- методов и средств информатики,
- новых информационных технологий,
- методов моделирования и управления,
- с системным подходом к анализу сложных технических и социально-экономических объектов и процессов.

## Известные сотрудники института
См. также: Сотрудники ИСА РАН